# Teningen
Teningen è un comune tedesco situato nel Land del Baden-Württemberg.

## Geografia antropica
Il comune di Teningen è suddiviso in 4 frazioni (Ortsteil):
- Teningen
- Heimbach
- Köndringen (con la località di Landeck)
- Nimburg (con la località di Bottingen)

La frazione di Heimbach è governata da un consiglio di frazione (Ortschaftsrat) di 8 membri.